# Andromma
Andromma es un género de arañas araneomorfas de la familia Liocranidae. Se encuentra en África subsahariana.

## Lista de especies
Según The World Spider Catalog 12.0:
- Andromma aethiopicum Simon, 1893
- Andromma anochetorum Simon, 1910
- Andromma bouvieri Fage, 1936
- Andromma raffrayi Simon, 1899